# Mikronezja na Letnich Igrzyskach Olimpijskich 2024
Mikronezja na Letnich Igrzyskach Olimpijskich 2024 – występ kadry sportowców reprezentujących Mikronezję na igrzyskach olimpijskich, które odbyły się w Paryżu we Francji, w dniach 26 lipca – 11 sierpnia 2024.
Reprezentacja Mikronezji liczyła troje zawodników – kobietę i dwóch mężczyzn, którzy wystąpili w 2 dyscyplinach.
Był to siódmy start Mikronezji na letnich igrzyskach olimpijskich.

## Reprezentanci

### Lekkoatletyka
| Zawodnik   | Konkurencja       | Runda 1  | Runda 1 | Runda 2  | Runda 2 | Półfinał | Półfinał | Finał    | Finał   | Pozycja | Źródło |
| Zawodnik   | Konkurencja       | Rezultat | Pozycja | Rezultat | Pozycja | Rezultat | Pozycja  | Rezultat | Pozycja | Pozycja | Źródło |
| ---------- | ----------------- | -------- | ------- | -------- | ------- | -------- | -------- | -------- | ------- | ------- | ------ |
| Scott Fiti | bieg na 100 m (m) | 11.61    | 41.     | NQ       | NQ      | NQ       | NQ       | NQ       | NQ      | 41.     | [ 1 ]  |

### Pływanie
| Zawodnik       | Konkurencja              | Eliminacje | Eliminacje | Półfinał | Półfinał | Finał | Finał | Źródło |
| Zawodnik       | Konkurencja              | Czas       | Poz.       | Czas     | Poz.     | Czas  | Poz.  | Źródło |
| -------------- | ------------------------ | ---------- | ---------- | -------- | -------- | ----- | ----- | ------ |
| Kestra Kihleng | 50 m st. dowolnym (k)    | 28.81      | 52.        | NQ       | NQ       | NQ    | NQ    | [ 2 ]  |
| Tasi Limtiaco  | 100 m st. klasycznym (m) | 1:04.14    | 29.        | NQ       | NQ       | NQ    | NQ    | [ 3 ]  |